# Mecca (Kalifornija)
Mecca je naseljeno područje za statističke svrhe u američkoj saveznoj državi Kalifornija. Prema popisu stanovništva iz 2010. u njemu je živjelo 8.577 stanovnika.